# Tour Sequoia
A Tour Séquoia felhőkarcoló a párizsi La Défense negyedben, Puteaux-ban.
1990-ben Nicolas Ayoub, Michel Andrault és Pierre Parat építészek által épített torony 2015. június 30. óta a francia állam tulajdonában van.
119 méter magas, 33 emelettel rendelkezik, megközelítőleg 53 600 m2 bérleti területtel és két parkolóhellyel.
A Sequoia-torony volt az első La Défense-ben, amelynek „hosszúkás” ívelt homlokzata volt egyenes homlokzattal.